# The tourist
The tourist és una pel·lícula dirigida per Florian Henckel von Donnersmarck i protagonitzada per Johnny Depp i Angelina Jolie. Estrenada en 2010, la pel·lícula va ser produïda per GK Films i distribuïda per Sony Pictures Entertainment a través de Columbia Pictures. Amb un pressupost inicial de 100 milions de dòlars, la pel·lícula va recaptar finalment 278 milions de dòlars a tot el món. És un remake de la pel·Lícula francesa Anthony Zimmer de 2005. Ha estat doblada al català.
The Tourist va estar nominada a tres Globus d'Or i va estar embolicada en una certa polèmica quan un dels seus directors va dir que la pel·lícula no s'englobava en cap gènere, que era «un viatge romàntic amb elements de thriller, però que si havia de triar un, triaria la comèdia».».

## Argument
Elise Clifton-Ward (Angelina Jolie) és l'amant d'Alexander Pearce, un lladre que deu al fisc anglès 744 milions de dòlars en concepte d'impostos després d'haver robat una quantitat immensa de diners a uns russos. Com es rumoreja que ha canviat la seva aparença a través de la cirurgia plàstica, l'inspector John Acheson (Paul Bettany) persegueix la dona amb l'objectiu que aquesta es reuneixi amb Pearce. Mentre pren un cafè en una terrassa a França, Elise rep una nota del seu amant: li ordena que viatge a Venècia amb tren, que triï a algun home a l'atzar i que faci creure a la policia que aquest és Alexander Pearce. Elise crema la nota i puja a un tren.
L'home al qual tria és Frank Tupelo (Johnny Depp), un professor universitari als Estats Units. Ella passa molt temps amb ell, començant el que sembla un romanç. Mentrestant, la policia ha aconseguit salvar els fragments de la seva nota cremada, i junta els trossos descobrint informació sobre la seva cita i el seu ardit. Avisat de la cita, però no de l'ardit, un informador en la comissaria de policia informa a Reginald Shaw (Steven Berkoff), un gàngster al qual Pearce va robar 2300 milions de dòlars, que Pearce està viatjant a Venècia en un tren amb Elise. Shaw immediatament viatja a Venècia.
Elise convida a Frank a quedar-se a dormir a la seva habitació del Hotel Danieli a Venècia. Mentre Pearce l'informa de nou a Elise per a anar a un ball. Elise llavors abandona a Frank, que és perseguit pels homes de Shaw. Mentre intenta escapar d'ells, Frank és detingut per la policia italiana aparentment per a la seva pròpia seguretat, però un inspector corrupte el ven als homes de Shawn a canvi del botí que pesa sobre el cap de Pearce. Elise aconsegueix rescatar Frank just a temps i el deixa a l'aeroport amb el seu passaport i diners afanyant-li perquè torni a la seva casa per la seva pròpia seguretat.
Es descobreix llavors que Elise és en realitat una agent secret de Scotland Yard que havia estat temporalment suspesa del seu treball per suposades simpaties amb Pearce. Pels seus temors per Frank accedeix a participar en una operació ganxo. En el ball Elise deambula per la sala buscant Pearce entre la multitud, llavors un home que, immediatament després desapareix entre la multitud, deixa un sobre en una taula davant d'ella. Quan Elise descobreix que el sobre va dirigit a ella, creu que l'home que l'ha deixat és el mateix Pearce i intenta seguir-lo cridant el seu nom, però Frank, que entretant ha aconseguit entrar en l'esdeveniment, li declara el seu amor a Elise i la convida a ballar amb ell, però és arrossegat per la policia. Elise obre el sobre i troba una nota esmentant un punt de trobada, al qual es dirigeix amb vaixell. Shaw i els seus homes la comencen a seguir, però desconeixen que també la policia segueix a tots dos bàndols des de la llunyania, mentre Frank està emmanillat perquè no entorpeixi la recerca.
Quan Elise arriba al destí, Shaw la captura i l'amenaça amb ferir-la si no li diu on són els diners que li va robar Pearce. La policia monitora la situació a través d'àudio i vídeo. Malgrat el perill que corre Elise, Acheson rebutja intervenir amb els franctiradors de la policia. Al mateix temps, mentre la policia està ocupada observant la situació, Frank escapa del vaixell policial i s'enfronta a Shaw, assegurant ser el mateix Pearce i que els donaria els diners amb la condició de deixar en llibertat a Elise. Shaw, escèptic, li diu que obri la caixa forta on es troba els diners si no vol veure a Elise sofrir. Posteriorment apareix l'Inspector en Cap Jones (Timothy Dalton) que relleva del comandament a Acheson i ordena als franctiradors disparar a l'habitació, matant Shaw en l'acte. Jones llavors retira la suspensió d'ocupació a Elise, cosa que agraeix, i seguidament l'acomiada de l'ocupació, cosa que també li agraeix.
Acheson rep un missatge de ràdio afirmant que Pearce ha estat trobat no gaire lluny d'aquest mateix punt, i corre a la ubicació on la policia ha detingut al sospitós. Allí descobreix que l'home assegura ser solament un turista que seguia instruccions enviades al seu telèfon mòbil, essencialment per ser present en uns certs llocs, accions per les quals rebia diners. Al mateix temps Elise li diu a Frank que l'estima, però que també estima Pearce. Llavors Frank suggereix una solució: Obre la caixa forta revelant que ell era en realitat Alexander Pearce. Ell i Elise agafen els diners i fugen deixant en la caixa forta un xec pel valor degut en impostos perquè sigui trobat per la policia. Acheson s'obstina a perseguir Pearce una vegada s'adona de la realitat, però Jones com a superior seu, pel fet que una vegada pagades els seus deutes al fisc el seu únic delicte seria haver robat a un gàngster (ara mort), li diu que ho deixi estar. Jones ordena el tancament del cas malgrat la frustració d'Acheson. Frank i Elise salpen cap a una nova vida junts.

## Repartiment
- Angelina Jolie com Elise Clifton-Ward.
- Johnny Depp com Frank Tupelo / Alexander Pearce.
- Paul Bettany com Insp. John Acheson.
- Timothy Dalton com Chief Insp. Jones
- Steven Berkoff com Reginald Shaw.
- Rufus Sewell com l'anglès.
- Christian De Sica com Coronel Lombardi.
- Alessio Boni com Strgent Cerato.
- Raoul Bova com Comte Filippo Gaggia.
- Daniele Pecci com Tinent Narduzzi.
- Giovanni Guidelli com Tinent Tommassini.
- Igor Jijikine com Virginsky.
- Bruno Wolkowitch com Capità Courson.
- Marc Ruchmann com Brigadier Kaiser.
- Julien Baumgartner comoBrigadier Ricuort.
- François Vincentelli com Brigadier Marion.
- Nino Frassica com Brigadier Mele.
- Neri Marcorè com Alessio, el conserge del hotel.
- Renato Scarpa com Arturo, sastre.
- Maurizio Casagrande com Antonio, cambrer.

## Producció
El film, que està basat en la pel·lícula d'acció francesa Anthony Zimmer, va ser fet en poc més d'11 mesos, des del dia en què von Donnersmarck va començar a reescriure la pel·lícula fins al dia de la seva premier a Nova York. La raó per la qual el film va ser realitzat en tan poc espai de temps era que Johnny Depp havia de volar a Hawaii per a començar a rodar la 4a pel·lícula de la saga Pirates del Carib. La raó per la qual la postproducció va haver de ser feta tan ràpid era perquè totes les dates interessants per a llançar la pel·lícula estaven reservades per a la pel·lícula Pirates of the Caribbean: On Stranger Tides
El rodatge es va iniciar el 23 de febrer a París amb Jolie per a després passar a Venècia on Johnny Depp es va ajuntar a l'equip l'1 de març.
El Ministre de Cultura francès, Frédéric Mitterrand, va visitar a Florian Henckel von Donnersmarck en el set de The Tourist.

## Crítica
Daily Mail va atorgar al film una puntuació de 5 sobre 5 estrelles, dient que és: "una brillant, sofisticada i altament improbable diversió escapista per a aquests temps austers"
La pel·lícula va acabar també en la llista de les "10 Millors Pel·lícules de 2010" per a la crítica de cinema Spephanie Zacharek, en que la seva review va qualificar al film de "una fotografia visualment sensual, gran atenció al detall i un discret sentit de l'humor".
El web "notasdecine" destaca la banda sonora del film mentre que "cinefant.es" emfatitza que "Els seguidors d'Angelina Jolie gaudiran fins al delit amb el passeig davant la càmera que realitza l'actriu, desplegant tot el seu glamur i el seu fons d'armari".

## Acollida
El director de cinema Michael Winner va escriure tres dels seus últims tuits sobre la pel·lícula, el primer al juny de 2011, «Acabo de veure The Tourist amb A. Jolie i J. Depp. Genial comèdia romàntica, tots els actors genials, intel·ligent encara que vaig endevinar el gir al final» i l'endemà «Els crítics que es fotin, The Tourist és una comèdia romàntica-thriller molt disfrutable i ben escrita amb uns escenaris preciosos». El 20 d'agost la va recomanar a un tuiter que li va preguntar algun thriller per veure.
El governador Nikki Haley va tuitar: «Michael i jo hem vist The Tourist en l'avió de retorn a casa. Bona pel·lícula de suspens!», igual que l'atleta Victoria Azarenka: «He vist The Tourist amb Johnny Depp. ¡Gran film! ¡És un gran actor!", DeAndre Jordan: «Paio, The Tourist és genial!!! Tant de bo foa jo...", y Ryan Lochte: "¡Acabo de veure The Tourist i és una molt bona pel·lícula! Angelina surt molt maca".

## Premis
El film va ser nominat a tres Globus d'Or: Millor Musical o Comèdia, Depp com a Millor Actor Musical o Comèdia, Joelie com a Millor Actriu Musical o Comèdia. El fet que la pel·lícula es promocionés com un thriller romàntic i que fos nominat en categories de comèdia va provocar algunes burles cap a la pel·lícula."
| Premis                              | Premis                   | Premis                               | Premis         | Premis     |
| Cerimònia                           | Premi                    | Categoria                            | Nom            | Resultat   |
| ----------------------------------- | ------------------------ | ------------------------------------ | -------------- | ---------- |
| Hollywood Foreign Press Association | Premis Globus d'Or       | Millor Pel·lícula: Musical o comèdia |                | Nominada   |
| Hollywood Foreign Press Association | Premis Globus d'Or       | Millor Actor: Musical o comèdia      | Johnny Depp    | Nominat    |
| Hollywood Foreign Press Association | Premis Globus d'Or       | Millor Actriu: Musical o comèdia     | Angelina Jolie | Nominada   |
| Teen Choice Awards                  | Teen Choice Awards       | Millor Pel·lícula d'Acció            |                | Nominada   |
| Teen Choice Awards                  | Teen Choice Awards       | Millor actor de pel·lícula d'acció   | Johnny Depp    | Guanyador  |
| Teen Choice Awards                  | Teen Choice Awards       | Millor actriu de pel·lícula d'acció  | Angelina Jolie | Guanyadora |
| Redbox Movie Awards                 | Redbox Movie Awards      | Drama més llogat                     |                | Guanyadora |
| ASCAP                               | Top Home Box Office Film | A la banda sonora                    |                | Guanyadora |

## Recaptació
Amb un pressupost que va rondar els $100 milions, la pel·lícula va aconseguir una recaptació de més de 278 milions de dòlars, i només a Espanya la xifra supera els 11 milions.